# Língua luvita
O luvita ou lúvio faz parte parte do ramo das línguas anatólias, atualmente extintas, da família linguística indo-europeia. O luvita está intimamente ligado às línguas hitita e palaica, faladas por grupos populacionais nos chamados Estados neo-hititas — a Sudoeste (em Arzaua), a Sul e a Sudeste (em Quizuatena, mais tarde denominada Cilícia) da área central do Império hitita.
Há autores que afirmam, com base na morfologia do vocabulário encontrado nas poucas inscrições que sobreviveram dessa época, que a língua falada no Oeste da Ásia Menor, onde mais tarde seriam a Lídia e a Mísia, (a norte da região de Arzaua, que ficava no Sudoeste) era diferente do luvita ou lúvio, mais provavelmente era uma língua com um antepassado comum com a luvita ou lúvia. A Lídia (ou Lúdia), era denominada "Luddu" em língua assíria e em grega Λυδία (Lydía).
De acordo com estes autores, o luvita, dentro do ramo de línguas anatólicas, era a língua mais diferenciada e uma das mais arcaicas.
O hitita estava mais próximo do palaico.
Os textos mais antigos, como por exemplo o Código Hitita, se referiam às zonas de fala luvita, inclusive Arzaua e Quizuatena, como "lúvias".
O luvita, lúvio ou luviano, é o antecessor direto das seguintes línguas, faladas na Época Clássica (de Oeste para Este), cário, lelegue (talvez dialeto do cário), lício (ou uma parente próxima do seu antecessor), pisídio, sidético, isauro, licaónio, cilício ou ciliciano e cataónio, faladas no Sul da Anatólia ou Península da Ásia Menor na atual Turquia, e ainda no norte da atual Síria. Também há a possibilidade das antigas línguas de Comagena e de Melitene, o comageno e o meliteno, antes da substituição e extinção destas pela língua arménia, em meados do I milénio a.C., serem descendentes do luvita.
O lúvio é um dos idiomas prováveis que era falado pelos troianos mas também é provável que fossem falantes de um idioma parente próximo do mísio e do lídio (nas regiões vizinhas da Tróade), que tinham um antepassado comum com o lúvio ou luvita mas não eram seus descendentes diretos.
Há ainda a hipótese de uma possível língua tirsênica relacionada à língua lêmnia, parente do etrusco.
A partir da sua terra de origem, os falantes do luvita estenderam-se gradualmente até ao leste pela Anatólia e chegaram a ser um fator que contribuiu para a queda, por volta de 1180 a. C., do Império hitita, onde também parece haver sido amplamente falado durante este período. O idioma lúvio também foi a língua dos estados neo-hititas do Sudeste da Anatólia e do Norte da Síria, tais como Milid (denominada Melitene pelos gregos) e Carquemis (nas margens do rio Eufrates), e também de um reino da Anatólia central Tabal, que floresceu ao redor de 900 a. C.
Embora, após a queda do Império Hitita (ou Nesita), haja a designação de Estados Neo-Hititas para vários estados no Sudeste da Anatólia e Norte da Síria, na realidade, as suas populações eram, na sua grande maioria, falantes de língua luvita e não de língua hitita propriamente dita. Mais tarde, em inícios do I milénio a.C., o lúvio deu origem a várias das línguas que eram faladas nesses estados como, por exemplo, o ciliciano ou cilício.
O lúvio foi preservado de duas formas, denominadas segundo os sistemas de escrita utilizados para sua representação: luvita cuneiforme (era um silabário) e luvita hieroglífico (era um logossilabário).